# Satz vom abgeschlossenen Graphen
Der Satz vom abgeschlossenen Graphen ist ein mathematischer Satz aus der Funktionalanalysis.

## Formulierung
Es seien {\displaystyle X} und {\displaystyle Y} Banachräume und {\displaystyle A\colon X\rightarrow Y} ein linearer Operator. Es bezeichne {\displaystyle \Gamma (A):=\{(x,Ax)\mid x\in X\}} den Graphen von {\displaystyle A}.
Dann ist {\displaystyle A} genau dann beschränkt (und somit stetig), wenn {\displaystyle A} ein abgeschlossener Operator ist (d. h. {\displaystyle \Gamma \left(A\right)} abgeschlossen in {\displaystyle X\times Y}).

## Herleitung
Der Satz vom abgeschlossenen Graphen kann auf das Lemma von Zabreiko zurückgeführt werden.
Ferner kann der Satz wie folgt aus dem Satz von der offenen Abbildung hergeleitet werden. Wegen der Abgeschlossenheit des Graphen ist {\displaystyle \Gamma (A)} ein Banachraum. Trivialerweise ist {\displaystyle (x,Ax)\mapsto x} eine bijektive, lineare, beschränkte Abbildung zwischen {\displaystyle \Gamma (A)} und {\displaystyle X}. Aus dem Satz von der offenen Abbildung folgt dann, dass die Umkehrung {\displaystyle x\mapsto (x,Ax)} ebenfalls beschränkt ist, und das impliziert die Stetigkeit von {\displaystyle A}.

## Verallgemeinerung
Der Satz vom abgeschlossenen Graphen kann in der Theorie lokalkonvexer Räume auf größere Raumklassen ausgedehnt werden, siehe dazu Raum mit Gewebe, ultrabornologischer Raum oder (LF)-Raum.

## Anwendung
Der Satz von Hellinger-Toeplitz ist eine Folgerung des Satzes vom abgeschlossenen Graphen.